# Peristylus tentaculatus
Peristylus tentaculatus är en orkidéart som först beskrevs av John Lindley, och fick sitt nu gällande namn av Johannes Jacobus Smith. Peristylus tentaculatus ingår i släktet Peristylus och familjen orkidéer. Inga underarter finns listade i Catalogue of Life.